# Stobart Group
Eddie Stobart Group Ltd. – brytyjskie przedsiębiorstwo logistyczne świadczące usługi z zakresu transportu multimodalnego, magazynowania, obsługi portowej i naziemnej oraz inżynierii lądowej. Spółka działa pod markami Eddie Stobart (transport drogowy) oraz Stobart Group.
Przedsiębiorstwo zostało założone w 1970 roku przez Eddiego Stobarta, a od 2007 roku notowane jest na giełdzie London Stock Exchange. Siedziba spółki mieści się w Warrington.

## Struktura przedsiębiorstwa
W skład Stobart Group wchodzi pięć działów – Stobart Transport and Distribution, Stobart Air, Stobart Estates, Stobart Infrastructure and Civils oraz Stobart Biomass.
Stobart Transport and Distribution dysponuje flotą około 2500 samochodów ciężarowych, zarządza magazynami oraz portem Mersey Multimodal Gateway w Widnes, a także odpowiada za transport kolejowy realizowany pod marką Stobart Rail.
Stobart Air obsługuje należące do spółki porty lotnicze Londyn-Southend oraz Carlisle Lake District. Stobart Estates zarządza nieruchomościami będącymi własnością przedsiębiorstwa, Stobart Infrastructure and Civils zajmuje się utrzymaniem infrastruktury kolejowej oraz budownictwem, natomiast Stobart Biomass pośredniczy w handlu biomasą.

## Marka
Marka Eddie Stobart jest jedną z najbardziej rozpoznawalnych w Wielkiej Brytanii (rozpoznawalność na poziomie 95%), co zawdzięcza charakterystycznemu biało-zielono-czerwonemu malowaniu samochodów ciężarowych, z których każdy nosi imię, najczęściej kobiety, widoczne z przodu kabiny. Pierwsza nazwana ciężarówka otrzymała imię Twiggy, brytyjskiej modelki. Samochody te są popularnym przedmiotem spottingu.
Istnieje fanklub firmy Stobart Group, zrzeszający około 25 000 członków.
Od 2010 roku stacja telewizyjna Channel 5 emituje serial dokumentalny Eddie Stobart: Trucks & Trailers, ukazujący codzienną pracę kierowców oraz innych pracowników przedsiębiorstwa.